# Томас Лоуренс
То́мас Ло́уренс (англ. Sir Thomas Lawrence; 13 квітня 1769 — 7 січня 1830) — англійський художник зламу XVIII—XIX ст. Портретист.

## Життєпис

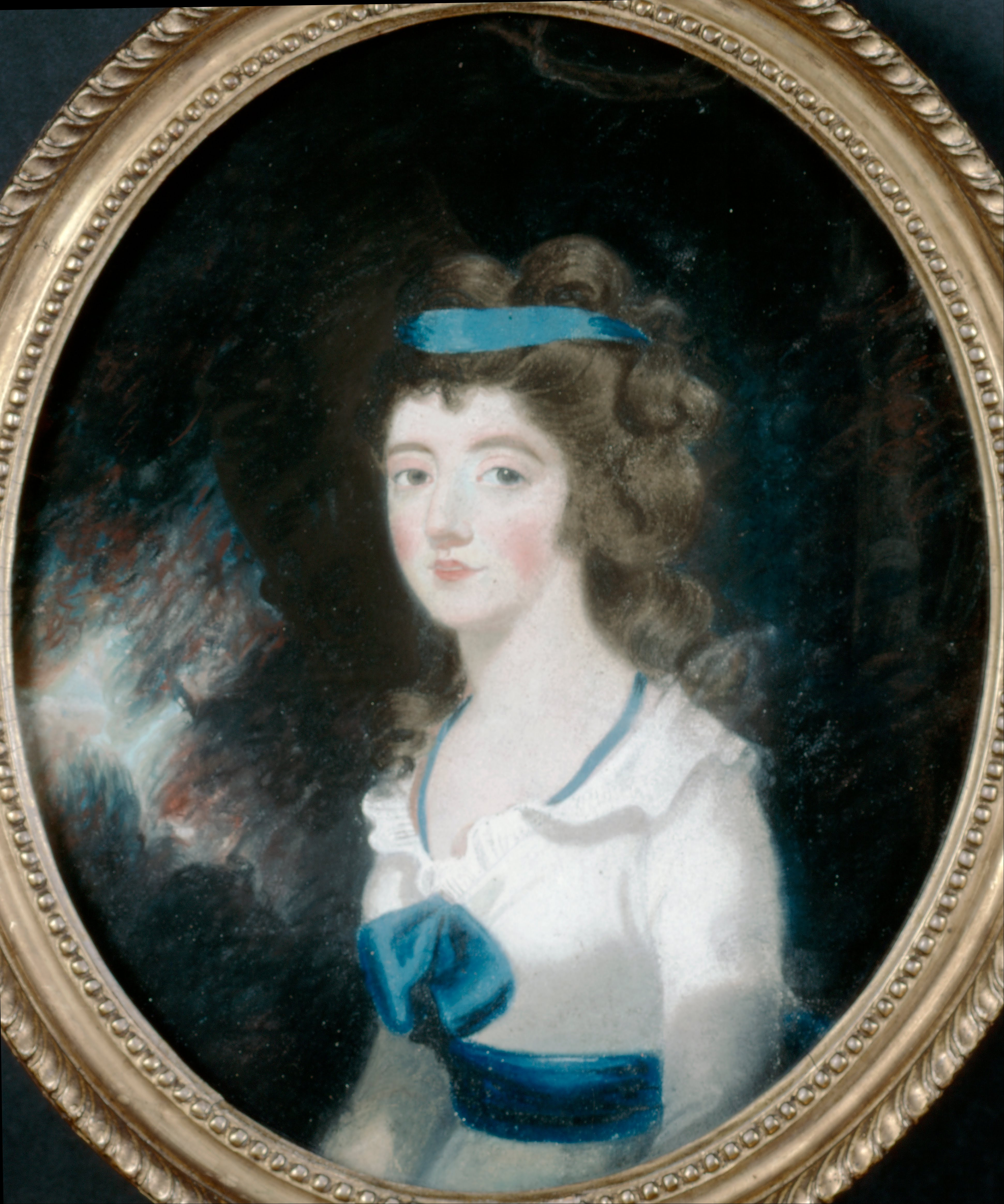
«Мері Лінлі», пастель ранішнього періоду творчості

Народився в місті Бристоль. Батько був власником невеличкого готелю. Згодом справи  не задалися і в 1779 році батько декларував власне банкрутство. В родині було 16 дітей, але тільки п'ятеро дожили до дорослого віку. Один із братів Томаса став священиком, другий — військовим.
Родина перебралась у курортне містечко Бат. Хлопець рано виявив художні здібності і вже там почав заробляти малюванням олівцевих портретів та декламацією віршів британських поетів. Його початкова освіта припинилась після двох років школи. Але в пригоді стали здібності та прагнення вижити. Почав працювати в техніці «пастель», що не портребувала довгих етапів підготовки чи сушки.
У віці 18 років покинув Бат і відбув у Лондон, де почав заробляти на життя створенням портретів олійними фарбами. Два роки в столиці відвідував Королівську художню академію, де опанував техніку олійного живопису.
Серед перших творів цього періоду — «Автопортрети». Практично автодидакт, він опановував художню майстерність вивченням чужих творів. Мав точне око, твердий малюнок і здатність досить точно відтворювати індивідуальні риси портретованих. Не гребував лестити своїм вельможним моделям, що сприяло його популярності модного портретиста (бо треба було вижити в столиці).
На нього звернули увагу аристократи і родина короля Англії. 1790 року Томас Лоуренс портретував королеву Шарлотту Мекленбург-Штреліцьку. Був прийнятий до членів Королівської художньої академії.
Меценатом Томаса Лоуренса згодом став принц-регент. На гроші принца художник відбув на континент, де працював портретистом вельможних лідерів Священого союзу, що розбили війська Наполеона І Бонапарта, а потім остаточно усунули його з європейської політики. Вже на початку XIX ст. твори Томаса Лоуренса розійшлися різними країнами Західної Європи і перейшли у збірки Франції, Австро-Угорщини, Російської імперії.
1814 року принц-регент став королем Англії під ім'ям Георга IV. З нагоди події Томас Лоуренс створив коронаційний портрет Георга, а король дарував художникові звання лицаря. 1818 року Лоуренс знову відбув на континент, де працював у містах Німеччини (Ахен), Австро-Угощини (Відень), Італії. Окрім тодішніх політиків портретував і представників художніх кіл («Портрет скульптора Антоніо Канова»).
1820 року був обраний президентом Королівської художньої академії.
Томас Лоуренс помер у Лондоні та був похований в соборі Святого Павла.

## Хобі та борги
Томас Лоуренс не мав власної родини все життя. Мав тривалі і бурхливі стосунки то із Саллі, то із Марією Сіддонс, що не завершились шлюбом. Це дало підстави створити декілька романів англійським літераторам, жадібним до пліток, фантазій і біографій чимось відомих осіб.
Всі зароблені гроші витрачав на хобі — колекціонування живопису та малюнків інших художників. Незважаючи на прибутки, мав борги. Відомо, що прихильник творчості Томаса Лоуренса — Френсіс МакКензі, барон Сеафрт оплатив борги художника, віддавши одну тисячу фунтів стерлінгів його кредиторам.
Колекція Лоуренса вийшла непоганою і по смерті художника була придбана до музейних збірок Національної галереї (Лондон).

## Критичний перегляд творчості художника
У третій третині 19 ст. відбувся критичний перегляд творчості Томаса Лоуренса. Порівняння його малюнків і портретів олійними фарбами виявили слабкість і відсутність помітного художнього темпераменту в порівнянні з майстрами Франції, Російської імперії. В Meyers Lexikon 1889 року про твори Томаса Лоуренса сповіщали:
| Твори Лоуренса не позбавлені елегантності, але сентиментальні, жіночні. Його малюнок має щось слабке, його фарби не відповідають реальності, а його характеристики поверхневі. В його композиціях відсутня різноманітність. Декілька його картин історичного жанру — не мають значущості. Тим не менше він став модним портретистом, прийшов, аби задовольнити сентиментальні смаки лондонських аристократів. |

## Вибрані твори
- «Автопортрет», (погруддя) 1787
- «Автопортрет», (поясний) 1788
- «Вільям Лінлі», 1789
- «Мері Лінлі», пастель

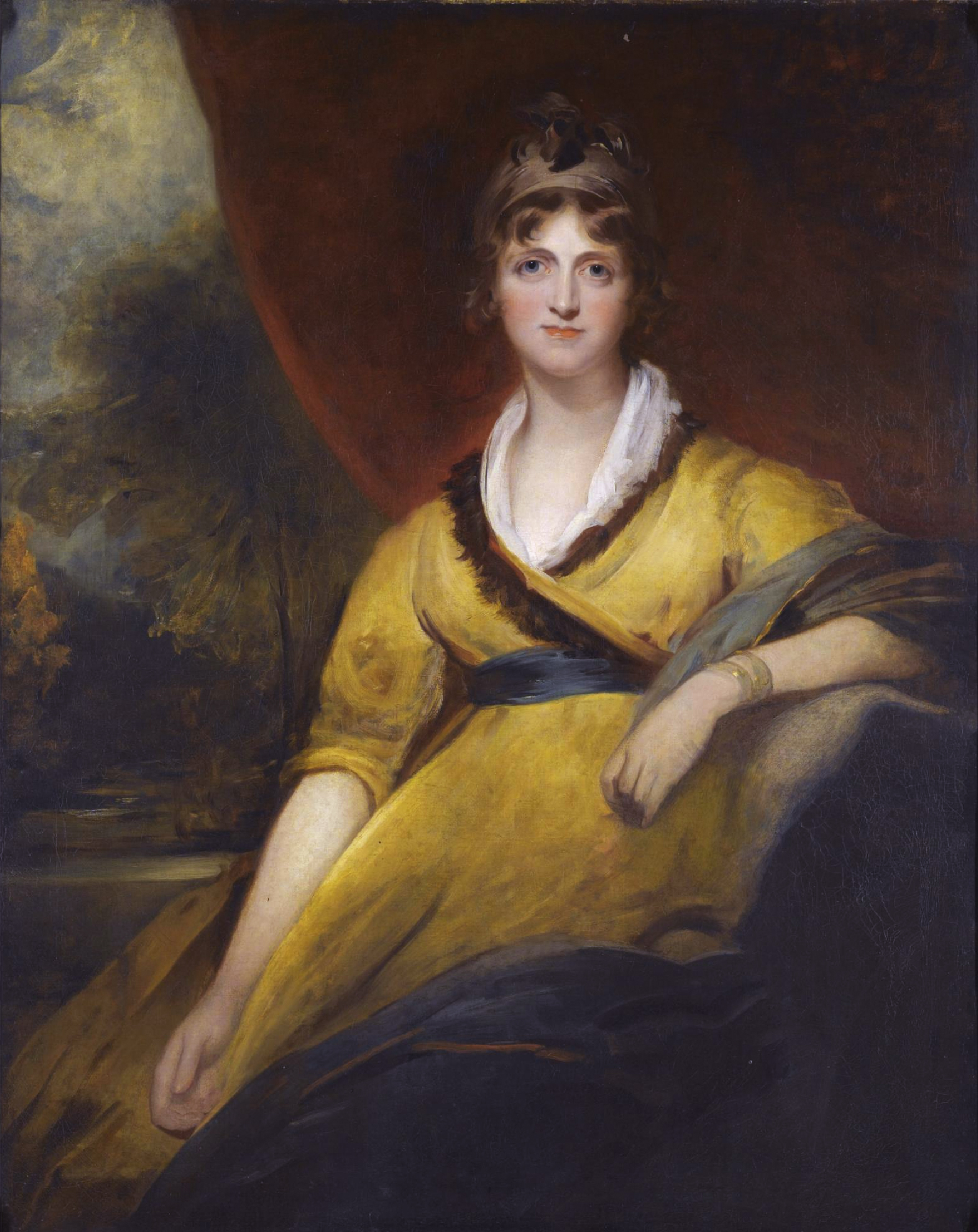
«Мері, графиня Енкікін», кінець 18 ст.

- «Портрет леді Елізабет Фаррен, графині Дербі», 1791
- «Сара Баррет Маултон», 1794, Бібліотека Гантінгтона, США
- «Джон, лорд Монтстюарт», 1795
- «Портрет леді Е. Фіцрой», Ермітаж, Санкт-Петербург
- «Олександр МакКензі», 1800, Національна галерея Канади
- «Марта Карр», 1800
- «Франсуа Жерар», 1824, Версальський палац
- «Кароліна Брунсвік», 1804, Національна портретна галерея (Лондон)
- «Портрет Маргарет, графині Блессингтон», 1819
- «Коронаційний портрет англійського короля Георга IV», 1821
- «Портрет леді Сеймур Батерст», 1828, Художній музей Далласа

## Галерея вибраних творів

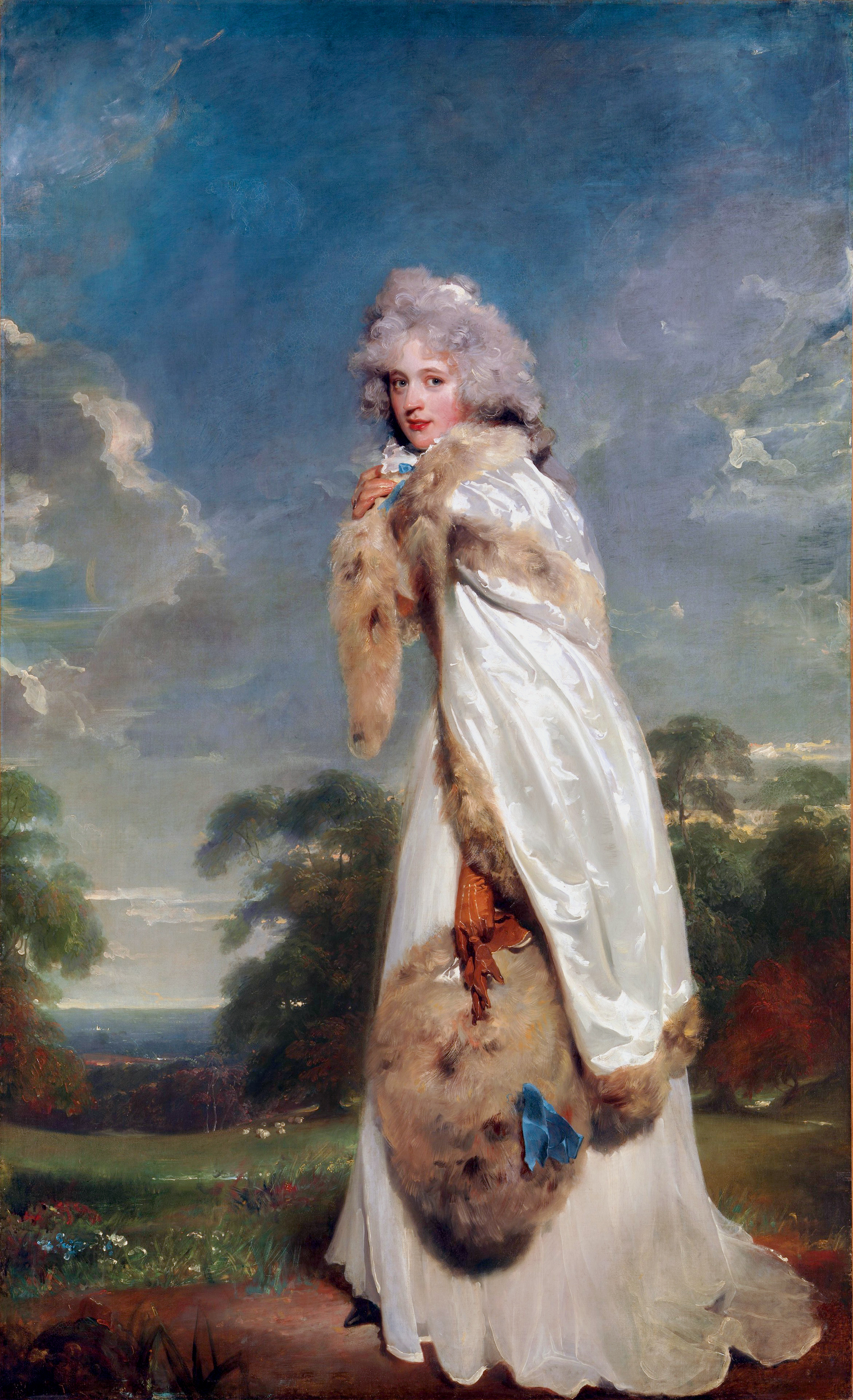
«Портрет леді Елізабет Фаррен, графині Дербі», 1791, Музей мистецтва Метрополітен

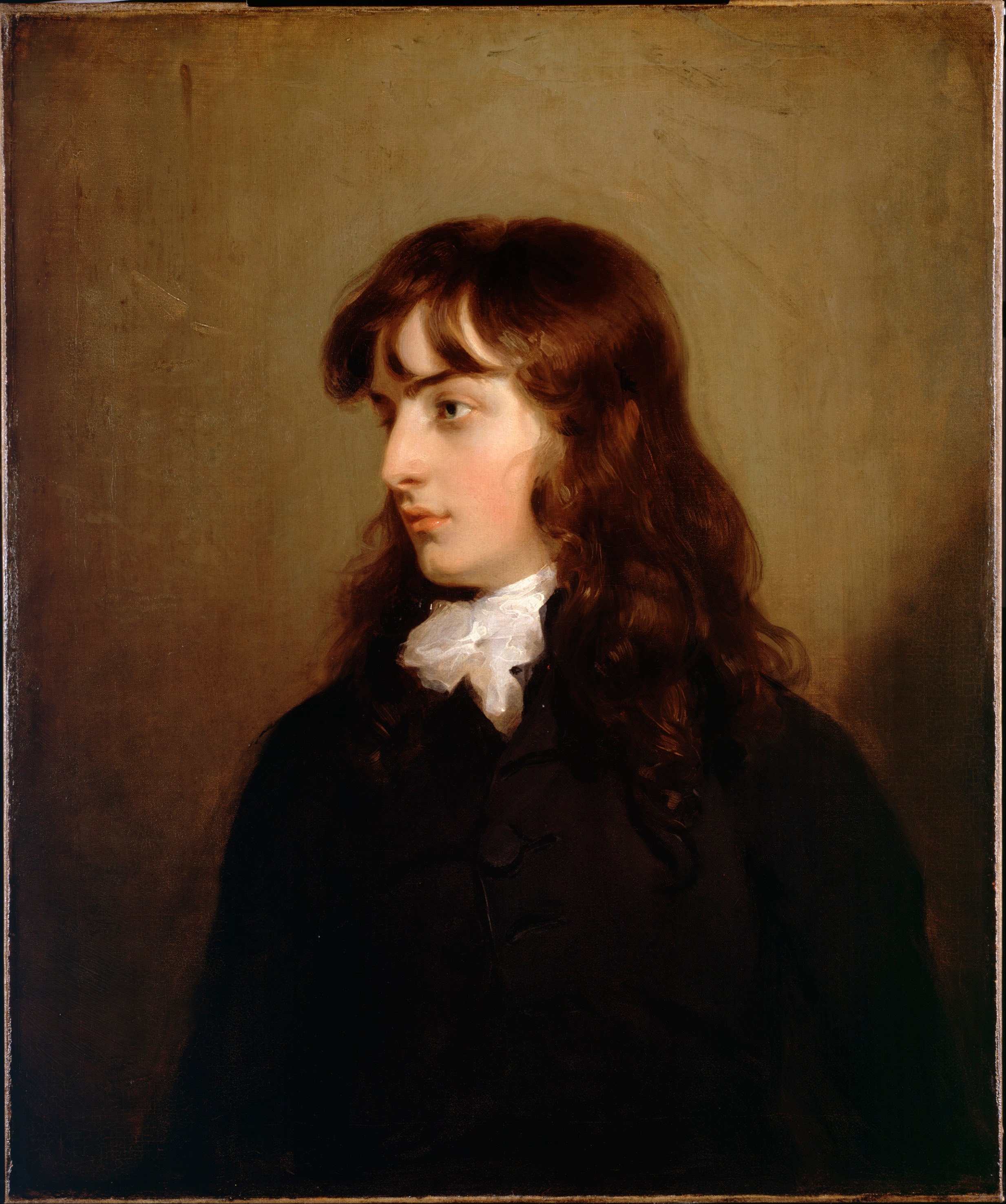
«Вільям Лінлі», 1789
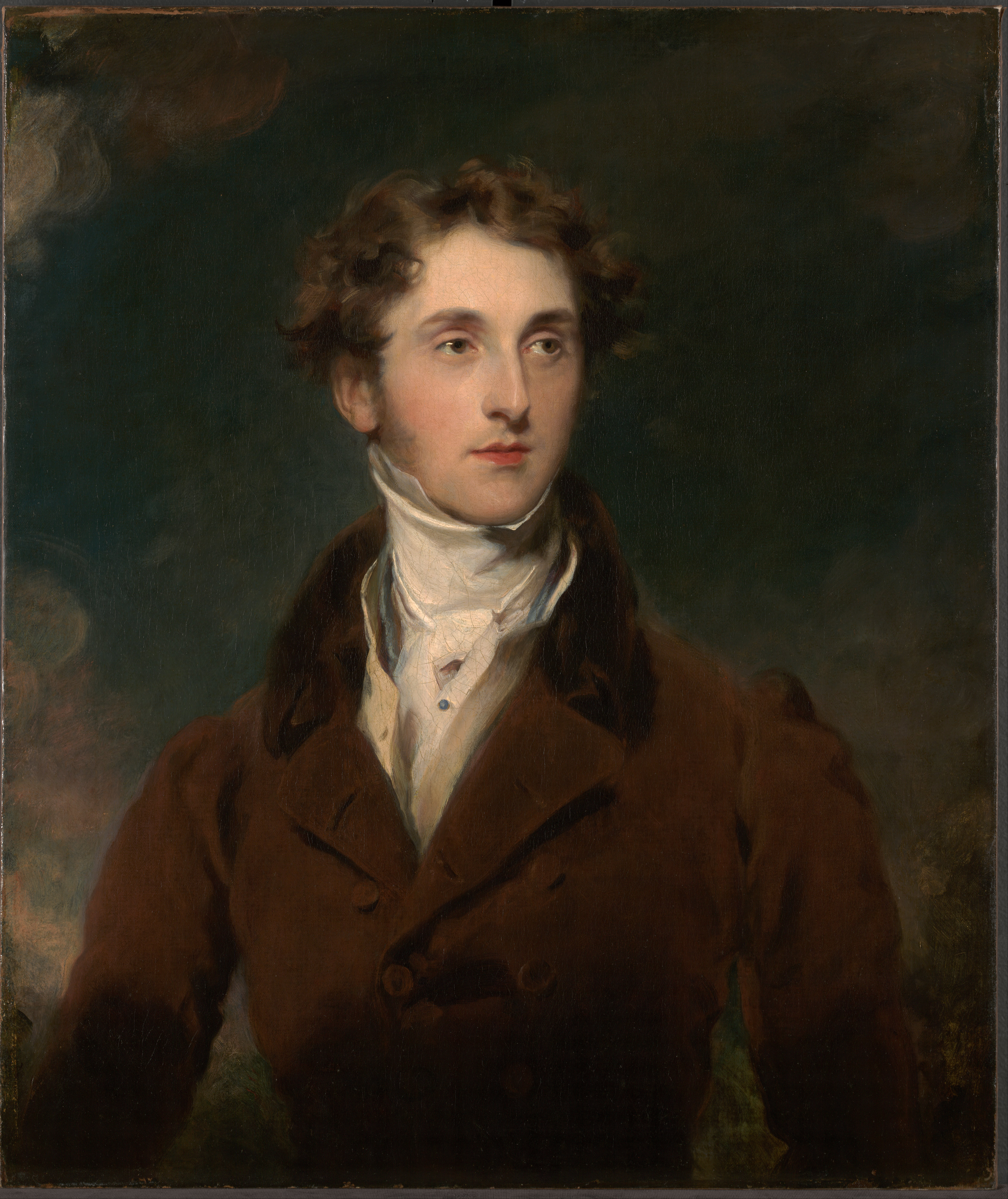
«Фредерік Геммінг», 1825
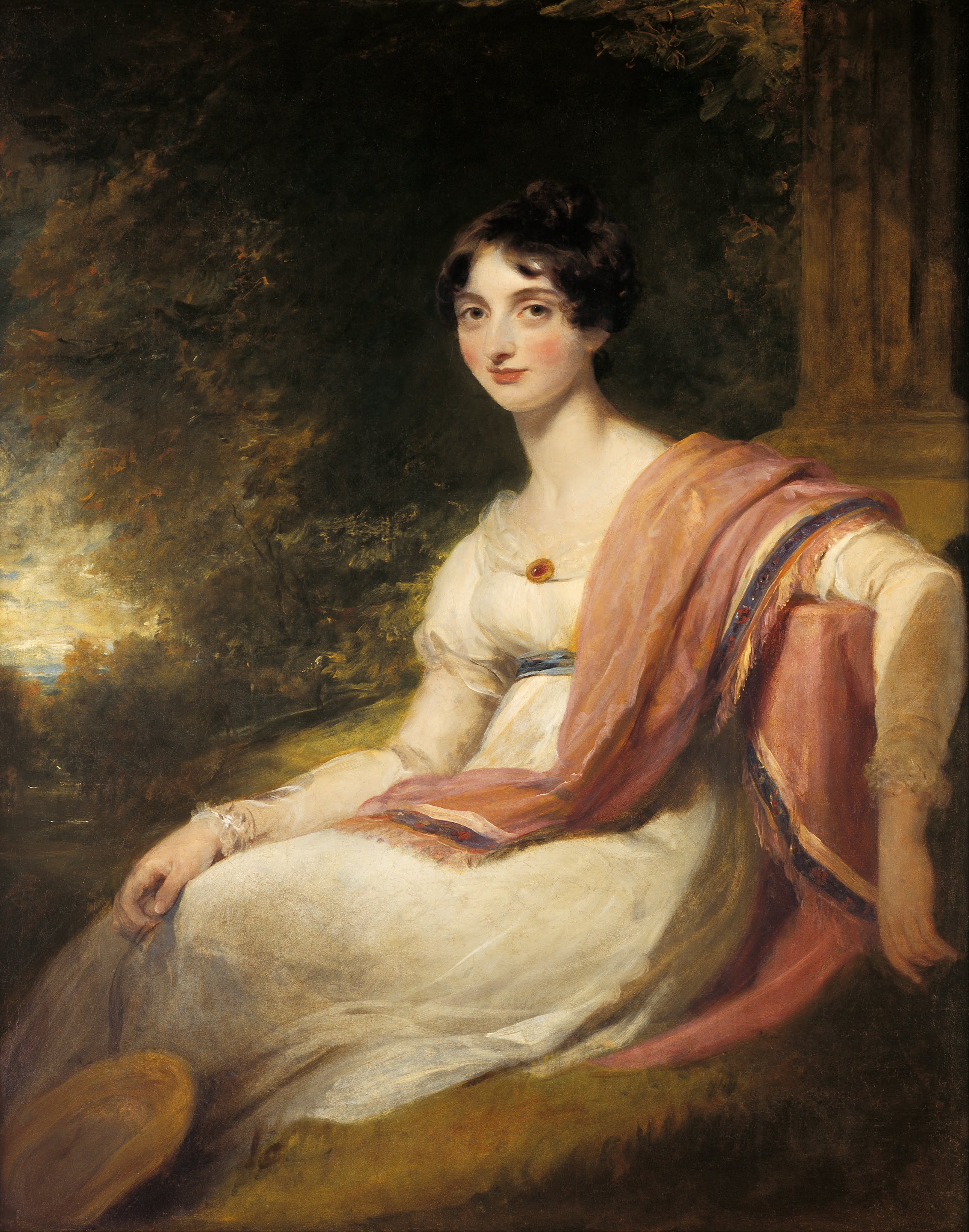
«Кароліна Матільда Котерон», 1808
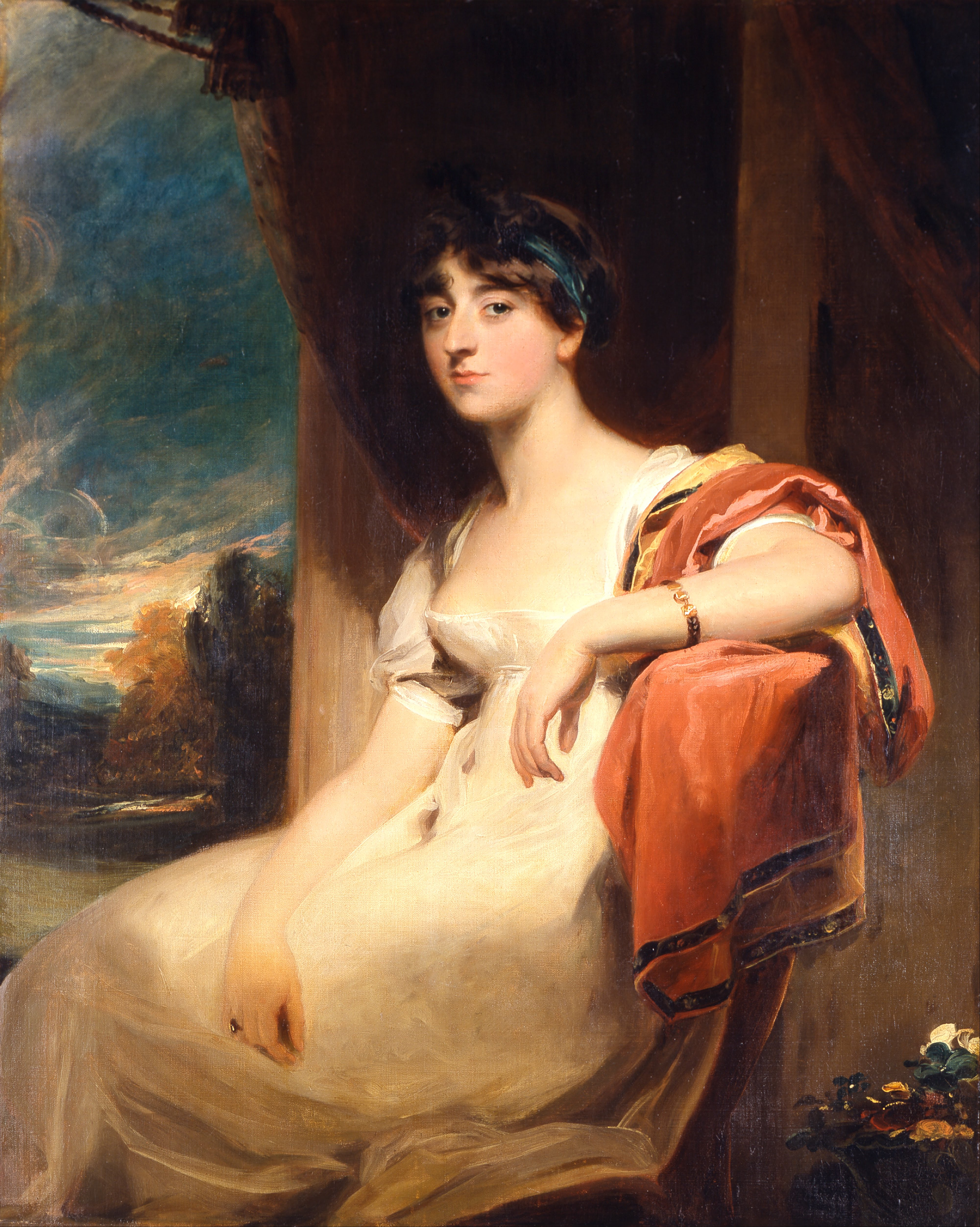
«Місс Гаріет Клеменс», 1805